# Forfaitierung
Unter Forfaitierung (französisch vendre à forfait, „im Paket verkaufen“) versteht man den Ankauf von Forderungen unter Verzicht auf einen Rückgriff gegen den Verkäufer bei Zahlungsausfall des Schuldners (echte Forfaitierung). Bei der unechten Forfaitierung ist dagegen ein Rückgriff möglich. Allerdings haftet der Verkäufer in beiden Fällen für den Rechtsbestand (Verität) der Forderung.

## Allgemeines
Der Verkäufer der Forderung wird „Forfaitist“, der Käufer „Forfaiteur“ genannt. Die Forfaitierung oder auch Forfaiting ist ein klassisches Instrument der Exportfinanzierung. Daneben hat sie bei der finanziellen Abwicklung von Leasinggeschäften erhebliche Bedeutung gewonnen. Seit vielen Jahren werden Forfaitierungen auch bei Forderungen der öffentlichen Hand gegen Dritte eingesetzt, insbesondere als Instrument zur Finanzierung von Projekten im Bereich des Public Private Partnerships (PPP) bzw. Öffentlich Privaten Partnerschaften (ÖPP). Die Forfaitierung wird bei modernen Finanzierungskonstrukten, wie z. B. Asset Backed Securities (ABS), als Teil der Transaktion eingesetzt. Soll beispielsweise bei ABS-Transaktionen ein so genannter True Sale erreicht werden, ist der regresslose Forderungsverkauf notwendige Voraussetzung.
Generell verbessert die Forfaitierung die Liquidität beim Forfaitisten und hilft, Verbindlichkeiten abzubauen.

## Rechtsgrundlagen
Der ohne einschränkende Zusätze verwendete Begriff Forfaitierung hat einen eindeutigen verkehrsüblichen Inhalt. Er kennzeichnet eine bestimmte Finanzierungsart, nämlich den Ankauf später fällig werdender Forderungen insbesondere aus Außenhandelsgeschäften durch ein Kreditinstitut unter Übernahme des Bonitätsrisikos. Dass dem Begriff Forfaitierung damit ein Regressverzicht der Bank für den Fall immanent ist, dass die erworbene Forderung wirtschaftlich nicht durchsetzbar ist, entspricht allgemeiner Meinung. Die Fachliteratur definiert den Begriff Forfaitierung deshalb einhellig als Ankauf später fällig werdender Forderungen unter Ausschluss des Rückgriffs auf frühere Forderungsinhaber.
Rechtlich liegt der Forfaitierung nach herrschender Auffassung ein Kaufvertrag nach §§ 433 ff. BGB zugrunde. Bei diesem Kaufvertrag handelt es sich um einen sogenannten Forderungskauf (Rechtskauf) im Sinne des § 453 BGB, auf den die Vorschriften über den Kaufvertrag entsprechend anzuwenden sind. Wird eine Forderung im Rahmen der Forfaitierung verkauft, dann besteht das Verfügungsgeschäft des Kaufvertrags in deren Abtretung nach den §§ 398 ff. BGB. Deshalb sind gleichzeitig die für die Abtretung einer Forderung geltenden Bestimmungen der §§ 398 ff. BGB analog zu berücksichtigen, insbesondere der Vollrechtsübergang (§ 401 BGB) und die Abtretungsanzeige (§ 409 BGB).
Durch die Schuldrechtsmodernisierung vom Januar 2002 sind Zweifel aufgekommen, aus welcher Gesetzesnorm sich seitdem die Veritätshaftung ergibt, weil sie nicht mehr ausdrücklich geregelt ist. Wegen des Wegfalls der eindeutigen Regelung des § 437 BGB a.F. besteht noch keine herrschende Meinung darüber, wer für vorhandene Veritätsmängel haftet. Ein Teil der Fachliteratur ist der Auffassung, dass die nicht erfolgte Verschaffung einer Forderung eine Nichterfüllung der Übertragungspflicht aus § 433 Abs. 1 Satz 1 BGB darstelle, sodass die Veritätshaftung weiterhin beim Verkäufer liege und dieser für vermutetes Verschulden (§ 280 Abs. 1, § 276 Abs. 1 Satz 1 BGB) einstehen müsse. Eine andere Ansicht geht davon aus, dass der Forderungskauf nach § 311a Abs. 1 BGB wirksam sei, doch hafte der Verkäufer nach § 311a Abs. 2 BGB, wenn er die Nichtexistenz der Forderung kannte oder seine Unkenntnis zu vertreten habe. Jedenfalls hat der Verkäufer einer Forderung dafür Sorge zu tragen, dass die verkaufte Forderung besteht und frei von Rechten Dritter ist. Die bestehende Rechtsunsicherheit kann nur durch entsprechende Gestaltung der Forfaitierungsverträge, etwa die ausdrückliche Garantiehaftung des Forfaitisten für die Veritätsrisiken, beseitigt werden. Es kann vereinbart werden, dass der Verkäufer bei Verschulden – oder auch verschuldensunabhängig – nach den Vorschriften des § 311a Abs. 2 BGB (Schadensersatz bzw. Aufwendungsersatz) haften soll. Dem Käufer steht zudem ein Rücktrittsrecht nach § 326 Abs. 5 BGB beim Erwerb nicht vorhandener Forderungen zu.
Die Annahme eines Kaufvertrags setzt auch steuerrechtlich voraus, dass das Risiko der wirtschaftlichen Verwertbarkeit der Forderungen (Bonitätsrisiko) auf den Erwerber übergeht, insoweit also keine Möglichkeit des Regresses besteht; nach den Regeln des Kaufrechts haftet der Verkäufer nämlich lediglich für den rechtlichen Bestand und das künftige Entstehen (Verität) der verkauften Forderungen. Die unechte Forfaitierung wird als Darlehen nach §§ 488 ff. BGB eingestuft.

## Forfaitierung als Mittel der Exportfinanzierung
Besonders für mittelständische Unternehmen sind Factoring und Forfaitierung als Finanzierungsmöglichkeiten wichtig, da die Fremdfinanzierung über klassische Bankkredite zunehmend schwieriger wird. Im Wirtschaftsleben gewinnt die Forfaitierung zur Exportfinanzierung zunehmend an Bedeutung, da die Kreditvergabe durch Kreditinstitute auf Grund verschärfter bankaufsichtsrechtlicher Bestimmungen (Basel II) erschwert ist und deshalb Lieferantenkredite aufgenommen werden müssen.

### Geschichte
Die Forfaitierung geht auf die Sowjetunion zurück. Während des Richard-Nixon-Besuchs in Moskau im Mai 1972 wurden amerikanische Weizenlieferungen für die Sowjetunion vereinbart. In der Folge kaufte die Sowjetunion auch in Europa Weizen wegen einer langandauernden Trockenperiode auf. Wegen des Devisenmangels zahlte die Sowjetunion nicht sofort, sondern durch mittelfristige Wechsel der staatlichen sowjetischen Außenhandelsbank unter Wechselbürgschaft des sowjetischen Staates nach Diskontierung bei westeuropäischen Banken. In der Diskontierung lag der Forderungsankauf, die Wechselbürgschaft führte zu einer unechten Forfaitierung.

### Ablauf der Forfaitierung
Der Importeur stellt für einen ihm eingeräumten Lieferantenkredit eine Sicherheit (z. B. in Form eines Bankavals auf einem Solawechsel oder indem er ein deferred payment-Akkreditiv eröffnen lässt). Der Exporteur (Forfaitist) verkauft die Forderung abzüglich Zinsen an den Forfaiteur (Bank des Exporteurs) und überträgt die Rechte aus dem Sicherungsinstrument an diesen. Bei Fälligkeit zieht der Forfaiteur den Betrag ein und hat den ihm durch den Kunden zu zahlenden Betrag enthaltenen Zins als Gewinn.

### Voraussetzung an die Forderungen
- mittel- oder langfristige Forderungen
- müssen abstrakt und vom Grundgeschäft losgelöst sein
- Schuldner muss von einwandfreier Bonität sein
- Land (Sitz) der Bank des Importeurs als international kreditwürdig angesehen
- Forderung muss auf Hartwährung (z. B. Euro, US-Dollar) lauten
- Forderungen müssen abtretbar sein
- Forderungen müssen frei von Rechten Dritter sein.

### Vorteile für den Exporteur
- schnelle liquide Mittel (durch Verkauf an Bank)
- Abgabe des Ausfallrisikos
- vollständige Bilanzentlastung (liquide Mittel statt Forderungen)
- vollständige Fremdfinanzierung (keine Eigenmittel)
- keine Deckung eines Kreditversicherers erforderlich
- Erlöschen des Kursrisikos zum Zeitpunkt des Forderungsverkaufs
- der Forfaiteur übernimmt die Inkassofunktion
- Finanzierungskosten niedriger als bei anderen Finanzierungsformen, da die Bonität des Forderungsschuldners i. d. R. besser ist als die des Forderungsverkäufers.

## Forfaitierung als Mittel der Leasingrefinanzierung

### Wirtschaftliche Bedeutung
Die Forfaitierung ist neben der herkömmlichen Darlehensaufnahme die wichtigste Refinanzierungsform von Leasing-Gesellschaften. Die Leasinggesellschaften verschaffen sich damit Liquidität für den Kauf der nächsten Leasingobjekte, sparen Steuern und vermeiden Kosten, die beim Einzug der verkauften Forderungen entstehen.
Die wirtschaftliche Bedeutung der Forfaitierung zur Leasingrefinanzierung illustriert der FlowTex-Betrug. Bei diesem größten Fall von Wirtschaftsbetrug in Deutschland, der zu einem Schaden in Milliardenhöhe geführt hat, war die Forfaitierung der Leasingraten durch Leasinggesellschaften Teil des Schneeballsystem-artigen Geldkreislaufs. Die forfaitierten Leasingraten wurden bis zur Entdeckung des Betrugssystems aus den Kaufpreisen für immer neue nicht existierende Leasinggeräte bezahlt.

### Ablauf der Forfaitierung
Der Leasinggeber erwirbt das Leasinggut, um es an den Leasingnehmer zu verleasen. Zur Refinanzierung des Kaufpreises verkauft er als Forfaitist seine Ansprüche auf Zahlung der Leasingraten aus dem Leasingvertrag an die Bank als Forfaiteur. Die Bank zieht die Leasingraten bei Fälligkeit ein. Der Kaufpreis für die Leasingraten entspricht deren Barwert abzüglich Verwaltungskosten und Mehrwertsteuer.
Mit dem Kauf der Leasingforderungen übernimmt die Bank als Forfaiteur auch das Bonitätsrisiko, also das Risiko der Leistungsunfähigkeit des Leasing-Nehmers, den sie vorher nach den Bestimmungen des Kreditwesengesetzes (KWG) zu überprüfen hat. Der Rückgriff für den Fall der Zahlungsunfähigkeit des Leasing-Nehmers ist ausgeschlossen.
Als Sicherheit – insbesondere zur Absicherung ihres Anspruchs aus der Veritätshaftung – lässt sich die Bank in der Regel das Leasingobjekt übereignen bzw. bei Eigentumsvorbehalt des Lieferanten das Anwartschaftsrecht übertragen. Denn im Unterschied zur Forfaitierung von Exportgeschäften liegt der Leasingforfaitierung ein noch nicht abgewickeltes Dauerschuldverhältnis zu Grunde; es besteht daher die Möglichkeit, dass Leistungsstörungen noch Auswirkungen auf den rechtlichen Bestand der verkauften Forderung bekommen.
Die Abtretung der verkauften Forderung erfolgt in der Regel als stille Zession ohne Offenlegung an den Leasingnehmer. Die Vorausabtretung der Leasingraten ist auch in der Insolvenz des Forfaitisten (Leasinggebers) insolvenzfest.

### Steuerliche Vorteile
Wenn auch das Ausfallrisiko auf die Banken übergeht, gelten solche Forfaitierungsverträge mit Banken nicht als Dauerschuld-Kreditverträge im Sinne des Gewerbesteuergesetzes, Leasing-Gesellschaften zahlen auf die Forfaitierungsbeträge keine Dauerschuldzinsen. Die Forfaitierung reduziert damit nicht nur das Kreditobligo der Leasing-Gesellschaft, sondern ermöglicht auch eine von der Gewerbesteuer befreite Finanzierung.
Die Forfaitierung ist gewerbesteuerlich nicht begünstigt. Nach § 8 Nr. 1a Satz 3 GewStG ist der rechnerische Aufwand im Zuge der Forfaitierung von schwebenden Verträgen dem Gewinn aus Gewerbebetrieb nach § 7 GewStG fiktiv hinzuzurechnen. D.h. im Ergebnis erhöht sich die Gewerbesteuerbemessungsgrundlage.

## Forfaitierung im öffentlichen Sektor
Im Rahmen der öffentlich-privaten Partnerschaft (ÖPP oder PPP) vergeben öffentliche Auftraggeber – Bund, Länder und Gemeinden, deren Eigenbetriebe oder öffentliche Unternehmen – einen Teil ihrer Bau- und Sanierungsprojekte im Rahmen von PPP-Programmen. Dazu wird eine Projektgesellschaft gegründet, die Mietforderungen, Forderungen aus Leasinggebühren oder Lizenzforderungen gegen die öffentliche Hand besitzt. Die Projektgesellschaft verkauft diese Forderungen an eine Bank im Rahmen einer Forfaitierung. Die Kreditgewährung an eine Projektgesellschaft stellt ein konstitutives Element einer PPP-Struktur dar. Die Bank erwirbt diese Forderungen von der privatrechtlich organisierten Projektgesellschaft. Gleichzeitig spricht der öffentliche Forderungsschuldner einen ausdrücklichen Einredeverzicht aus.

### Einredeverzicht
Entscheidend ist der Einredeverzicht insbesondere wegen Schlechtleistung, Anfechtungs-, Aufrechnungs-, Zurückbehaltungs- und sonstiger Leistungsverweigerungsrechte durch den öffentlichen Drittschuldner. Dieser Einredeverzicht bedeutet, dass die forfaitierende Bank von Leistungsstörungen innerhalb der Vertragsbeziehung zwischen Kommune und Projektgesellschaft unberührt bleibt. Sichergestellt sein muss zudem, dass die Forfaitierung mindestens in Höhe der Kreditbedienung erfolgt. Dann ist die Bank so gestellt, als ob sie den Kreditvertrag mit der Kommune abgeschlossen hätte, denn die Kreditbedienung wird durch etwaige Leistungsstörungen innerhalb der Vertragsbeziehung zwischen Kommune und Projektgesellschaft nicht beeinträchtigt. Diese Konstruktion gilt als „eine der ausdrücklichen Gewährleistung gleichstehende Haftungserklärung“ nach § 70 Nr. 1 b SolvV, weil die kommunale Zahlungspflicht vom Grundgeschäft völlig losgelöst wurde und deshalb die Kommune selbst dann noch zahlen muss, wenn sie gar keine Gegenleistung mehr aus dem Grundgeschäft erhält. Dadurch handelt es sich bei dieser Konstruktion aus Sicht der Kreditinstitute um einen Kommunalkredit.
„Forfaitierung mit Einredeverzicht“ sind alle Finanzierungsformen, bei denen eine Projektgesellschaft ihre Forderungen aus einem PPP-Vertrag ganz oder teilweise auf die finanzierenden Banken überträgt und der öffentliche Auftraggeber diese Forderungen einredefrei stellt. Das Wesen einer Forfaitierung mit Einredeverzicht – der zum Marktstandard gehört – besteht im Austausch eines Teils der Projektrisiken gegen das geringere Kreditrisiko der öffentlichen Hand. Es findet mithin kein wirtschaftlicher Risikotransfer vom öffentlichen auf den privaten Sektor statt. Üblicherweise wird nur der Teil der Forderungen mit einem Einredeverzicht belegt, der zur Abdeckung des Schuldendienstes benötigt wird. Komplettiert wird eine derartige Transaktion dadurch, dass auch der Anspruch der Projektgesellschaft auf Schadenstragung bei vorzeitiger Vertragsbeendigung gegen die Gemeinde an die Bank abgetreten wird und die Gemeinde auch hierbei auf die ihr zustehenden Einreden verzichtet.

### Kommunalrechtliche Genehmigungsfähigkeit
Die kommunale Forfaitierung mit Einredeverzicht bedarf in manchen Gemeindeordnungen der Genehmigung durch die Kommunalaufsicht, wird jedoch als kommunal-rechtlich genehmigungsfähig angesehen, da für die öffentliche Hand die einredefreie Forfaitierung für den investiven Teil eines PPP-Projektes keine Übernahme zusätzlicher Risiken darstelle.
- Denn die öffentliche Hand ist auch bei der öffentlichen Eigenrealisierung in der herkömmlichen Weise des Kommunalkredits der Schuldner.
- Während bei einem PPP-Projekt die öffentliche Hand erst nach erfolgter Bauausführung mit der Zahlung der Vergütung beginnt, muss bei der Realisierung in der herkömmlichen Weise die öffentliche Hand bereits entsprechend Baufortschritt bezahlen.

Die kommunalrechtliche Genehmigungsfähigkeit eines PPP-Vertrages, der ein kreditähnliches Rechtsgeschäft (etwa § 82 Abs. 5 Sächsische GemO) darstellt, hängt insbesondere von den folgenden beiden Voraussetzungen ab:
- Die Wirtschaftlichkeit eines PPP-Vorhabens im Vergleich zu einer konventionellen Lösung muss nachgewiesen werden.
- Die Gemeinde muss auch unter Berücksichtigung ihrer anderen Aufgaben in der Lage sein, den langfristigen Verpflichtungen zur Zahlung der laufenden PPP-Raten nachzukommen.

### Vor- und Nachteile der PPP-Forfaitierung
Als Vorteile der kommunalen Forfaitierung werden insbesondere angesehen:
- Die Verringerung des Finanzierungsbedarfs und damit auch die Entlastung des kommunalen Haushalts durch Zinsersparnis aufgrund Kommunalkonditionen (ohne Bürgschaft).
- Die Verringerung des Zinsänderungsrisikos während der Forfaitierungslaufzeit, da auch Zinsbindungen länger als 10 Jahre mit dem Investor vereinbart werden können und dadurch die Planungs- und Kalkulationssicherheit verbessert werden kann.
- Die Einrede- u. Einwendungsverzichtserklärung als Finanzierungsabsicherung durch die Kommune wird nicht auf den Bürgschaftsrahmen angerechnet, denn sie wirkt zwar wie eine Bürgschaft, ist aber formaljuristisch keine.
- Die Gewerbesteuerentlastung beim Investor durch fehlende Dauerschuldzinsen.

Eine vollständige, von vornherein erfolgende Forfaitierung mit Verzicht auf Einreden bei Schlechtleistung in Bezug auf künftige Gewerke wird allerdings kritisch gesehen.

## Unterscheidung zwischen Factoring und Forfaitierung
Eine Forfaitierung beinhaltet vertraglich konkret bestimmte Forderungen, ist also rechtlich als Spezieskauf zu qualifizieren. Das Factoring hingegen bezieht sich auf den Kauf auch von erst später entstehenden, zum Zeitpunkt des Vertragsabschlusses noch unbekannten Forderungen und ist daher ein Gattungskauf. Dieser Unterschied kommt zum Ausdruck, wenn den Forderungsverkäufer die Veritätshaftung trifft. Besteht eine verkaufte Forderung nicht oder ist sie nicht abtretbar oder ist sie mit Einreden behaftet, so kann der Forderungsverkäufer sie beim Factoring durch eine andere Forderung ersetzen, bei einer Forfaitierung hingegen wird er nach § 311a Abs. 2 Satz 1 BGB schadensersatzpflichtig. Hier liegt ein Fall der anfänglichen Unmöglichkeit vor, da beim Spezieskauf die mängelbehaftete Forderung nicht durch eine mängelfreie ersetzt werden kann.

## Betrugsrisiko
Factoring und Forfaitierung unterliegen der Gefahr, dass der Factor-Bank oder dem Forfaiteur Forderungen verkauft und abgetreten werden, die gar nicht existieren. Zwar gehören diese Risiken zur Veritätshaftung des Forderungsverkäufers, die jedoch ins Leere geht, wenn er in krimineller Absicht die erhaltenen Kaufpreiserlöse zweckfremd verwendet hat. Spektakuläre Betrugsfälle beim Factoring (insbesondere Balsam AG) haben zu großen Schäden geführt, weil diese Finanzierungsformen einen Verkauf fingierter Forderungen erleichtern. Die Balsam AG hatte im Jahre 1993 Forderungen „schlicht erfunden, um im Wege der Veräußerung an die Procedo GmbH liquide Mittel zu erhalten.“ Der Betrug fiel im Juni 1994 auf. FlowTex verkaufte Bohrmaschinen, von denen 85 % nicht existierten, im Sale-Lease-Back-Verfahren. Factor oder Forfaiteur haben deshalb durch geeignete Kontrollmaßnahmen permanent sicherzustellen, dass für sie kein Veritätsrisiko besteht. Insbesondere können vom Forderungsschuldner Saldenbestätigungen oder Schuldanerkenntnisse eingeholt werden.